# Naruto: Đường tới Ninja
Naruto: Đường tới Ninja (tựa gốc: ROAD TO NINJA: NARUTO THE MOVIE) là phim hoạt hình Nhật Bản 2012, là phim thứ 9 của Naruto và thứ sáu của Naruto Shippūden. Phim được công chiếu ở các rạp Nhật Bản vào ngày 28 tháng 7 năm 2012.

## Nội dung
Bộ phim bắt đầu với cảnh hồi tưởng về cuộc tấn công của Cửu Vỹ Hồ Ly, sau đó quay về dòng thời gian hiện tại, nơi tám thành viên của Akatsuki, những người được cho là đã chết thực sự còn sống và đang chiến đấu với các ninja làng Lá, chính điều này làm Sakura lo lắng. Shikamaru nói rằng không có lý do gì để tự hỏi tại sao những tên đã chết lại sống lại và nhanh chóng đưa ra một kế hoạch để hành động, nhưng Naruto nhanh chóng tấn công Akatsuki, buộc phần còn lại của nhóm 11 ninja làng Lá cùng với Sai, Kakashi và Gai phải tham chiến. Trận chiến tiếp tục cho đến khi Naruto bị Kakuzu bắt. Sai cứu Naruto bằng cách chặt một phần cánh tay của Kakuzu, khiến Akatsuki phải rút lui. Naruto và các bạn của mình trở về làng, hầu hết các bạn ấy đều được gia đình chúc mừng, họ hứa với con mình khi nào có dịp sẽ đề cử các con thi Tuyển Ninja Thượng đẳng, cùng lúc đó Sakura đang cãi nhau với ba mẹ khiến cô xấu hổ trước mặt người khác. Khi Naruto trở về nhà, cậu đi qua nhiều gia đình khiến cậu hồi tưởng về cha và mẹ của mình, khiến cậu cảm thấy cô đơn.
Sau đó, cậu đi gặp thầy Iruka. Cậu đề nghị thầy của mình viết đơn đề cử ninja Thượng đẳng cho mình, nhưng thầy ấy từ chối vì Naruto chỉ là một ninja Hạ đẳng và phải trở thành ninja Trung đẳng và thăng lên qua các cấp bậc giống như Hokage Đệ Tứ Minato. Naruto rất buồn, cậu muốn có cuộc sống hạnh phúc như bao người khác, được cha nói “Mừng con đã về”. Ông chủ quán mì nấu tô ramen cho hai người xong, trong đó có miếng menma (măng chua) mà không có chả cá do đã hết, nhưng Naruto lại không thích menma. Điều này làm cậu thêm bực bội, rồi bỏ đi với số tiền thiếu. Naruto gặp Sakura xông ra từ bậc thang sau khi cô cãi nhau với mẹ cô, nắm lấy tay Naruto và bảo cậu hãy hẹn hò với cô. Trong khi Sakura phàn nàn về gia đình của mình, Madara do Obito giả mạo xuất hiện trước mặt họ và sau một cuộc ẩu đả nhỏ, hắn đã thi triển ảo thuật Định Hạn Nguyệt Độc. Một nguồn sáng mạnh chiếu vào hai người và sau đó thấy mình vẫn ở cùng công viên mà họ đã ở trước đó mà không có dấu hiệu của một cuộc chiến hay chính Tobi.  Naruto và Sakura gặp lại những người bạn của mình, bao gồm cả Sasuke, tất cả đều có tính cách trái ngược với bình thường, ngoại trừ Sasuke, khiến cả hai ngạc nhiên. Naruto nói với các bạn là mình đã gặp Madara, nhưng họ hiểu lầm Madara là tên của con cá mà người ta đang nấu lẩu. Và rồi hai người họ nhận ra mình đang ở một thế giới khác, nơi cha của Sakura là Hokage Đệ Tứ, người đã cứu ngôi làng thay vì Minato, và ở thế giới này Naruto được đặt tên là Menma. Khi Naruto và Sakura trở về nhà, Sakura hạnh phúc vì sự tự do mới mà cô ấy có, trong khi Naruto vội vã trở về căn hộ của mình với hy vọng gặp cha mẹ mình, nhưng lại thấy căn hộ không phải là của mình. Trong khi đó, ở hiện tại, Obito tiết lộ rằng các thành viên Akatsuki đã chết chỉ là bản sao của Zetsu. Trong ảo mộng, một tên đeo mặt nạ gặp Obito và chúng đồng ý hợp tác. Tại nhà Sakura, khi cô xem qua tủ quần áo của mình, cô nhìn thấy chiếc áo khoác Hokage Đệ Tứ mà cha Naruto đã từng mặc ở hiện tại khiến cô một lần nữa nhận ra rằng trên thế giới này, chính cha cô mới là Hokage. Sau đó cô ấy gặp Sasuke, cậu tặng một bông hoa rồi tán tỉnh cô. Naruto và Sakura gặp nhau vào buổi sáng để cố gắng thu thập thêm thông tin về thế giới hiện tại của họ, mặc dù Sakura thích thế giới này vì cô có nhiều tự do hơn và được làng yêu quý nhờ những hành động của cha cô. Mặt khác, Naruto, lại muốn trở về nhà càng nhanh càng tốt.  Naruto và Sakura gặp Tsunade và Shizune, họ nói với họ rằng một kẻ đeo mặt nạ đã tấn công làng Mây, và bắt một Nhân Trụ Lực của họ mà Naruto và Sakura tin là Madara. Sau đó họ gặp cha mẹ của Naruto, những người còn sống trên thế giới này, làm Sakura ngạc nhiên. Minato nói rằng Jiraiya trước hi sinh đã tìm thấy quyển trục phong ấn Chu Nguyệt Thư có thể đánh bại tên đeo mặt nạ. Tsunade đã cho Naruto và Sakura tham gia cùng Minato và Kushina trong nhiệm vụ của họ sau lời đề nghị của Minato, nhiệm vụ sẽ bắt đầu khi Kakashi và Guy về lại làng. Naruto tức giận vì Madara dám tạo ra bản sao của cha mẹ đã chết của mình, và cậu thề sẽ phá vỡ ảo thuật. Trong khi Sakura vẫn đang tận hưởng cuộc sống của mình thì cùng lúc đó tại nhà riêng của ba mẹ Naruto, cậu đang cố gắng phớt lờ lời nói của cha mẹ mình, sau đó cậu nhìn thấy một cuốn album cho thấy cuộc sống của cậu sẽ như thế nào nếu cha mẹ cậu còn sống.  Vào buổi sáng, Sakura nhận thấy Kakashi và Gai của thế giới này bị hoán đổi tính cách: Kakashi tỏ ra hào hứng, tràn đầy sức sống, còn Guy phàn nàn về việc phải thực hiện hai nhiệm vụ liên tiếp với một thái độ mệt mỏi không hứng thú. Naruto cô lập mình với cha mẹ, kể cả khi thi hành nhiệm vụ. Họ sớm xác định được nơi Jiraiya giấu cuộn giấy, nhưng khi cả nhóm dừng lại để nghỉ ngơi, Naruto lao tới cho đến khi đối mặt với sự xuất hiện của Gamabunta, Gamahiro và Gamaken. Đám linh thú từ chối nghe Naruto và nhóm người giải thích lý do họ ở đó và tấn công họ bằng một đội quân ếch. Naruto cố gắng thi triển Cảnh giới Tiên nhân để dùng Oa Tổ Thủ nhưng bị Gamabunta và Gamariki tấn công, Kushina đã can ngăn và cố gắng bảo vệ cậu lại bị một tia axit đã làm bỏng chân. Kết quả là, Naruto bị phân tâm và không thể thi triển Cảnh giới Tiên nhân. Minato sau đó nhanh chóng cứu cả hai người họ và có thể lấy được quyển trục, giải trừ thuật Triệu hồi.  Khi Sakura chữa trị cho Kushina, Naruto vẫn cố gắng phủ nhận cha mẹ mình, khiến Minato nói rằng dù Naruto có làm gì đi chăng nữa, họ sẽ luôn cố gắng cứu cậu vì đó là điều mà họ thường làm với tư cách là cha mẹ. Kushina sau đó thức dậy và ôm Naruto, khiến cậu rơi nước mắt và cuối cùng chấp nhận họ là cha mẹ của mình. Họ quay trở lại làng Lá, Tsunade nhận được quyển trục rồi khóa trong két sắt của làng cho đến đêm mặt trăng máu, tới lúc đó có thể sử dụng quyển trục để thực hiện theo lời tiên tri. Khi Naruto và Sakura cùng nhau đi bộ về nhà, Naruto nhanh chóng chạy về nhà nói rằng cậu có việc phải làm, để Sakura một mình. Sakura giờ thấy khung cảnh nhà mình quá trống vắng, chính lúc đó cô mới hiểu ra cảm giác đơn độc của Naruto. Khi đi ra khỏi nhà, cô thấy những gia đình hạnh phúc, chỉ khiến cô thêm buồn. Sau đó cô ấy nhận ra rằng thế giới này Sasuke chỉ là một kẻ chuyên đi tán tỉnh các cô gái khác, thấy Naruto đã đúng khi quyết định nhanh chóng phá vỡ ảo thuật mà họ đang bị mắc kẹt và mong muốn trở về thế giới thực. Khi cô đến nhà Naruto để tìm cách phá giải ảo thuật, cô thấy Naruto rất hạnh phúc và tự hỏi liệu họ có thực sự nên rời đi hay không. Sakura sau đó gặp Naruto, hỏi cậu có muốn ở lại không. Mặc dù cậu không thừa nhận điều đó, nhưng sau đó suy nghĩ cậu thực sự không muốn rời đi.   Đúng lúc đó, một vụ nổ xảy ra tại toà nhà Hokage, tên mặt nạ xuất hiện, yêu cầu giao Chu Nguyệt Thư. Hắn tấn công Minato, Kushina và Tsunade, sau đó Naruto và Sakura đến. Hai người nhận ra đây là kẻ mà Tsunade đã nhắc đến. Hắn tấn công Naruto và Sakura, bắt cóc Sakura để đổi lấy quyển trục. Sau đó hắn sử dụng Đại La Toàn Luân Ngu, phá hủy phần lớn ngôi làng và bỏ đi. Khi Naruto quyết định cứu Sakura, Minato và Kushina cố gắng ngăn cản vì sợ cậu chết, cho thấy cha mẹ của thế giới này khác với cha mẹ thật của Naruto. Cậu lấy một trong những kunai của Minato và quyển trục với chiếc áo choàng Hokage của cha Sakura. Sakura bị trói và gặp Madara, hắn nói rằng họ đang ở trong một nơi luyện tập cũ mà Minato và Jiraiya đã từng sử dụng. Naruto đến nhưng bị tấn công bởi một tên đeo mặt nạ đã tấn công làng mình và yêu cầu giao cho hắn quyển trục. Naruto không thể chiến đấu khi bụng cậu đau nhói. Tên đó triệu hồi Cửu Diện Thú, chuẩn bị giết Naruto bỗng nhiên Akatsuki đến và cứu cậu ấy.  Akatsuki này là tổ chức đánh thuê, khác hẳn với Akatsuki ở thế giới thực, được Tsunade thuê để giúp Naruto, đối phó với những con thú đeo mặt nạ, cùng lúc Naruto giao chiến với tên đeo mặt nạ. Itachi cứu Sakura, còn Obito quyết định bỏ trốn. Akatsuki đánh bại đám con thú đeo mặt nạ, trong khi Naruto đuổi theo tên đeo mặt nạ vào khu tập luyện. Sau đó họ đánh nhau, Naruto sử dụng Cảnh giới Tiên nhân và Phong độn: Rasen Shuriken để chống lại Đại La Toàn Luân Ngu của hắn. Trận đánh kết thúc, không ai thắng, nhưng cuộc chiến đã phá hủy mặt nạ của tên đó, danh tính của hắn đã bị lộ, chính là Menma, Naruto của thế giới này. Menma nói Naruto rằng cơn đau trong bụng của cậu có thể do cộng hưởng giữa Kurama với con Cửu Vĩ trong Menma. Menma triệu hồi lại đám thú đã bị đánh bại, và Hắc Cửu Vĩ. Naruto không thể tấn công, Akatsuki lại rút lui, mang theo Sakura. Không muốn bị thao túng bởi Sharingan một lần nữa, Kurama lập một thỏa thuận với Naruto, cho phép cậu triệu hồi nó ra khỏi cơ thể. Trong trận chiến, Naruto không thể đánh bại chúng, Obito tiết lộ rằng đây là kế hoạch của hắn, để Naruto và Menma chiến đấu, làm vậy sẽ khiến hai con Cửu Vỹ đánh nhau và làm suy yếu Kurama, mục đích là bắt được nó. Kurama cảnh báo Naruto nếu cậu nhìn vào Sharingan của Menma, mọi chuyện coi như xong, bởi vì Obito đã lên kế hoạch tách Kurama ra khỏi Naruto giống như cách hắn đã làm với Kushina 16 năm trước. Khi Menma áp đảo Naruto, cậu đang cố gắng sử dụng quyển trục trong lúc thấy mặt trăng nhuộm màu đỏ thẫm, thì bị hắn đến chém rách quyển trục, Naruto vô tình nhìn vào mắt Menma. Naruto bị xóa mất kí ức, hắn tách Kurama ra khỏi người cậu nhưng Sakura đã đến ứng cứu kịp thời.
Khi Naruto nhìn vào quyển Chu Nguyệt Thư, từng kí ức hiện về quá trình luyện tập Rasengan với Jiraiya. Naruto thoát khỏi được ảo thuật đúng lúc để cứu Sakura, và sau đó đánh bại Obito giống như cách cha cậu đã làm, phá vỡ Định Hạn Nguyệt Độc. Tên Obito lại tấn công, may mắn thay, nhờ kunai của Minato mà cha và mẹ Naruto đến ứng cứu. Obito quyết định từ bỏ và thoát ra khỏi ảo mộng, ngay sau đó Naruto và Sakura bị bao trùm trong ánh sáng rực rỡ, chuẩn bị trở lại thế giới thực. Naruto cảm ơn Minato và Kushina đã nhanh chóng đến hỗ trợ, còn Menma đang biến trở lại bình thường như trước kia. Naruto và Sakura về lại thế giới thực, tại công viên đầu phim. Áo choàng Hokage tan biến vì nó chỉ là một phần của mộng giới, không có thật. Naruto và Sakura nói với Tsunade và Kakashi về những gì đã xảy ra, Shizune cho rằng chuyện này cần giữ kín để tránh dân làng hoang mang, khi nào tìm được biện pháp đối phó thì hãy tính tiếp. Shizune hỏi về những tờ đơn đề cử thi tuyển ở đầu phim, Tsunade nói bác bỏ hết. Khi cả hai trở về nhà, Naruto nhìn Sakura khi cô gặp bố mẹ mình, hạnh phúc ôm họ. Cậu đến gần cô, hỏi cô có muốn hẹn hò với cậu chính thức không, nhưng Sakura nói với cậu rằng họ mới hẹn hò cả đêm rồi, khiến Naruto rất sốc. Khi Naruto về nhà, cậu thấy Iruka đang ở trong nhà của mình chờ đợi để xin lỗi cậu, sau đó thầy nói một câu làm Naruto thấy hạnh phúc: “Mừng em đã về, Naruto”. Sáng hôm sau, Naruto với tâm trạng vui vẻ, hào hứng, tràn đầy sức sống nhảy từ mái nhà này sang mái nhà khác trong làng, phim kết thúc với câu nói: “Và, tên của tôi là... Uzumaki Naruto. Tôi là một ninja!” Ở cảnh hậu danh đề, tấm biển của quán Ramen Ichikaru ghi chữ "menma" đã thay đổi.

## Phân vai lồng tiếng
| Nhân vật              | Diễn viên lồng tiếng Nhật | Diễn viên lồng tiếng Việt |
| --------------------- | ------------------------- | ------------------------- |
| Naruto Uzumaki, Menma | Junko Takeuchi            | Nguyễn Kim Anh            |
| Sakura Haruno         | Chie Nakamura             | Kim Ngọc                  |
| Uchiha Madara         | Naoya Uchida              | Trần Vũ                   |
| Minato Namikaze       | Toshiyuki Morikawa        | Lê Nguyễn Tuấn Anh        |
| Kushina Uzumaki       | Emi Shinohara             | Phạm Thúy Hằng            |
| Sasuke Uchiha         | Noriaki Sugiyama          | Lê Nguyễn Tuấn Anh        |
| Hinata Hyuga          | Nana Mizuki               | Linh Phương               |
| Sai                   | Satoshi Hino              | Đặng Hoàng Khuyết         |
| Rock Lee              | Yōichi Masukawa           | Thái Minh Vũ              |
| Neji Hyuga            | Kōichi Tōchika            | Tuấn Anh                  |
| Tenten                | Keiko Nemoto              |                           |
| Kiba Inuzuka          | Kōsuke Toriumi            | Hồ Chơn Nhơn              |
| Shino Aburame         | Shinji Kawada             | Minh Vũ                   |
| Shikamaru Nara        | Shōtarō Morikubo          | Nguyễn Quang Tuyên        |
| Choji Akimichi        | Kentarou Itou             | Tấn Phong                 |
| Ino Yamanaka          | Ryōka Yuzuki              | Huyền Trang               |
| Tsunade               | Masako Katsuki            | Linh Phương               |
| Kakashi Hatake        | Kazuhiko Inoue            | Chánh Tín                 |
| Might Guy             | Masashi Ebara             | Trần Vũ                   |
| Haruno Kizashi        | Matsumoto Yasunori        | Tạ Bá Nghị                |
| Haruno Mebuki         | Ikura Kazue               | Huỳnh Thị Thu Hiền        |
| Deidara               | Kawamoto Katsuhiko        | Hoàng Khuyết              |

## Đón nhận
Phim thu về 3.799.276 đô la Mỹ sau khi ra mắt tại phòng vé Nhật Bản. Yahoo! công bố vào ngày 14 tháng 8 năm 2012 bộ phim không chỉ đạt được doanh thu hơn 1 tỷ yên (12,7 triệu đô la Mỹ) mà còn với tốc độ đó sẽ đạt doanh thu cao hơn cả phim Naruto: Cuộc chiến ở Tuyết Quốc năm 2004, phim có doanh thu cao nhất vào thời điểm đó là 1,37 tỷ yên (17,4 triệu đô la Mỹ). Cùng năm, Đường đến Ninja cuối cùng đã trở thành bộ phim Naruto có doanh thu cao nhất mọi thời đại với 1,46 tỷ yên (18,3 triệu đô la Mỹ) giữa thời điểm khởi chiếu và kết thúc tại các rạp, từ ngày 28 tháng 7 đến ngày 23 tháng 9 trước khi bị phim Naruto: Trận chiến cuối cùng vượt qua vào tháng 12 năm 2014. Bộ phim đã kiếm được 1,48 tỷ yên vào năm 2012 và đứng ở vị trí thứ 29 trong Phòng vé Nhật Bản, thậm chí còn bao gồm cả phim người đóng.